# "Weird Al" Yankovic's Greatest Hits
"Weird Al" Yankovic's Greatest Hits er en opsamlingsplade af "Weird Al" Yankovic som indeholder de bedst kendte sange fra hans første fem studiealbum.

## Spor
1. "Fat" – 3:55
2. "Eat It" – 3:19
3. "Like A Surgeon" – 3:29
4. "Ricky" – 2:35
5. "Addicted To Spuds" – 3:46
6. "Living With A Hernia" – 3:18
7. "Dare to Be Stupid" – 3:24
8. "Lasagna" – 2:45
9. "I Lost on Jeopardy" – 3:26
10. "One More Minute" – 4:02